# Wernsdorf (Berga-Wünschendorf)
Wernsdorf ist ein Ortsteil von Berga-Wünschendorf im Landkreis Greiz in Thüringen.

## Geografie
Wernsdorf ist ein Reihendorf mit dem Charakter eines Waldhufendorfes. Es liegt zwischen 260 und 330 Meter über NN im Thüringer Schiefergebirge auf einer östlich der Elsterniederung etagenmäßig nach Westen geneigten Hochebene in einem engen linksseitigen Seitental des Fuchsbaches. An den Osthängen der Elsteraue steht Wald, bevor die landwirtschaftlichen Nutzflächen von Wernsdorf anschließen. Südlicher Nachbarortsteil ist Albersdorf, dann folgt der Schlossberg von Berga, auf dem einst die Burg stand. Die Landesstraße 2336 führt über Wolfersdorf und bringt Anschluss an die Kreisstraße nach Wernsdorf.

## Geschichte
1306 wurde der Ort erstmals urkundlich erwähnt. 2012 leben 160 Einwohner im Ortsteil.

## Sehenswürdigkeiten

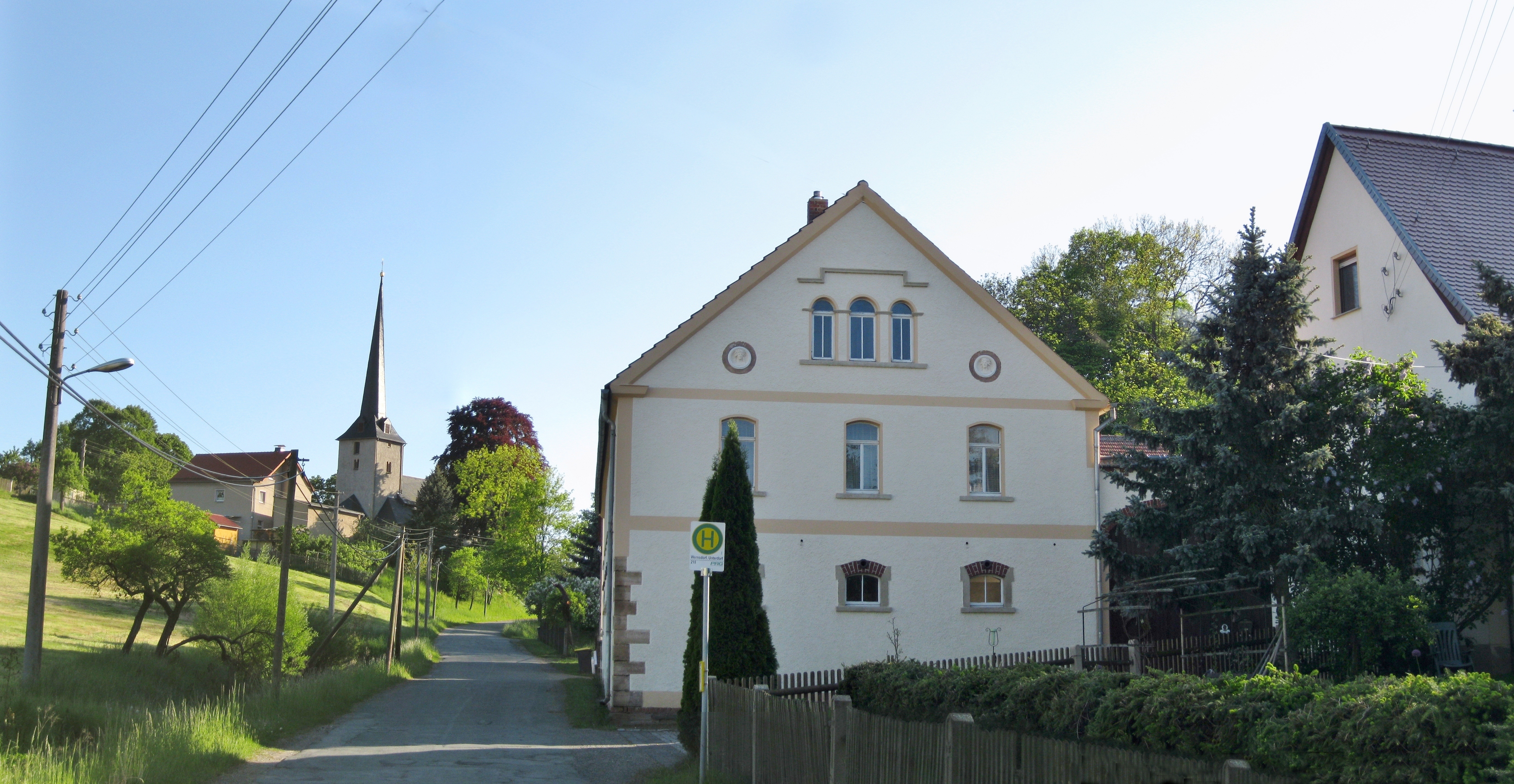
Blick zur Dorfkirche

### Dorfkirche
Die denkmalgeschützte spätromantische Kirche hat ihre baulichen Ursprünge im 12. Jahrhundert. Im 19. Jahrhundert erhielt der Kirchturm sein heutiges Aussehen. 1990 wurde bei Restaurierungsarbeiten ein Kruzifix des Zwickauer Bildschnitzers Peter Breuer aus dem Jahre 1500 neu gefasst.

### Weitere Sehenswürdigkeiten
- Umgebindehaus „Seese“, Lange Straße 14, denkmalgeschützt[2]
- denkmalgeschützte Fachwerkhöfe im fränkischen Stil